# Yonglang
Yonglang är en köping i Kina. Den ligger i provinsen Sichuan, i den sydvästra delen av landet, omkring 430 kilometer sydväst om provinshuvudstaden Chengdu. Antalet invånare är 9 220. Befolkningen består av 4 418 kvinnor och 4 802 män. Barn under 15 år utgör 21,0 %, vuxna 15-64 år 70 %, och äldre över 65 år 8,0 %.
I december 2019 inkorporerades köpingarna Jinchuan och Laonian. Uppgifterna om invånare med mera ovan avser läget före inkorporeringen. 